# Ludvigsbergsgatan

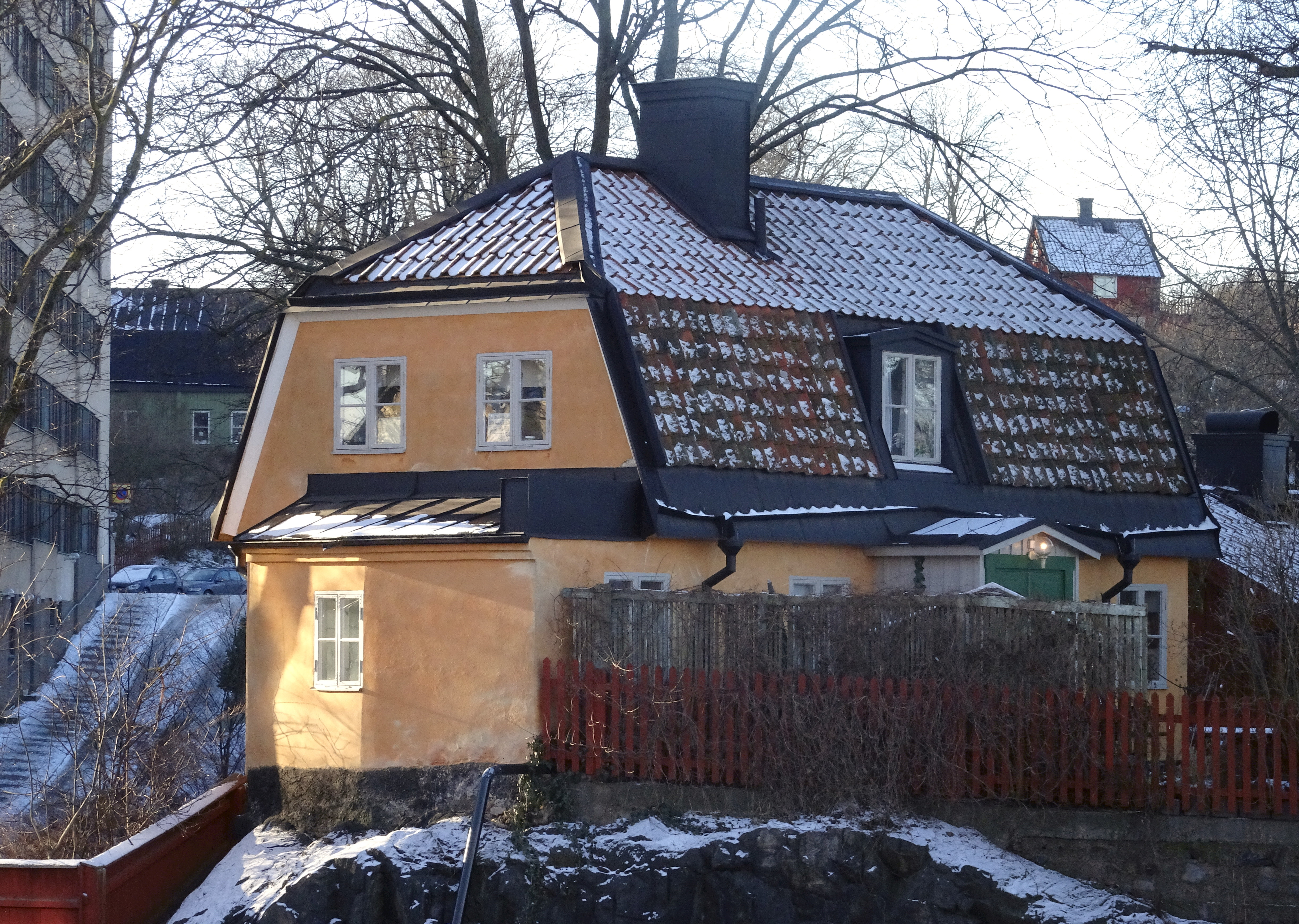
Ludvigsbergsgatan 10. I bakgrunden syns "Ensamma huset".

Ludvigsbergsgatan är en gata på nordvästra Södermalm i Stockholm. Gatan börjar vid Brännkyrkagatan väster om Torkel Knutssonsgatan och cirka 80 meter söder om Lundabron. Gatan fick sitt nuvarande namn 1952.

## Historik

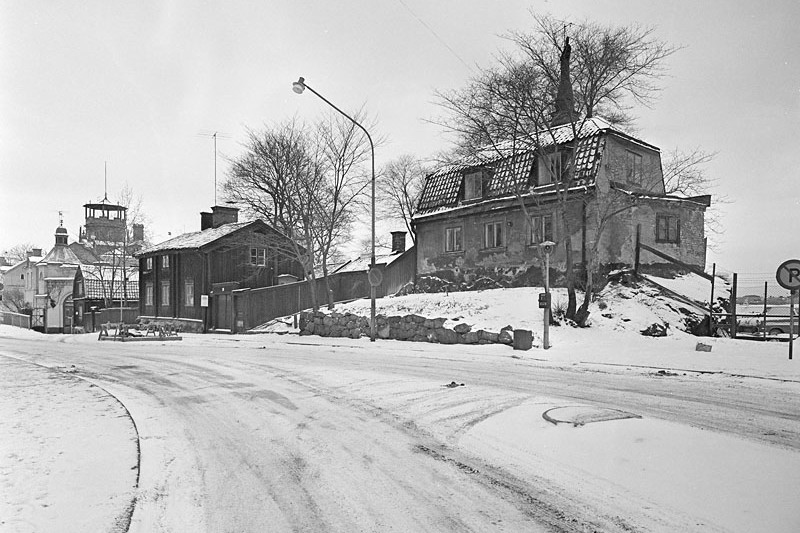
Ludvigsbergsgatan 10, 12 och 16, år 1968. I bakgrunden syns Villa Ludvigsberg.

Gatan har sitt namn efter Ludwigsbergs verkstad som hade sin verksamhet här mellan 1843 och 1904. Ett tidigare namn var Skinnarviksgatan som ändrades 1952 för att undvika förväxling med de många andra Skinnarviksnamnen på Södermalm. Vid Ludvigsbergsgatans norra sida ligger kvarteret Ludvigsberg med bland annat byggnaden för Münchenbryggeriet. Öster därom återfinns fastigheten Ludvigsberg 14 med äldre sten- och trähusbebyggelse som ägs och förvaltas av AB Stadsholmen. Husen är blåmärkta av Stadsmuseet i Stockholm vilket innebär att de har ”synnerligen höga kulturhistoriska värden”. 
På Ludvigsbergsgatans södra sida (nr 13–21) märks ett större bostadshus som uppfördes i början av 1960-talet för Svenska Bostäder efter ritningar av arkitekt Sverker Feuk. Här stod Skinnarviks kvarn under 1600- till mitten av 1800-talet.

## Kulturhistoriskt värdefulla byggnader
- Ludvigsbergsgatan 10 är ett gulmålat, putsat stenhus från slutet av 1700-talet.
- Ludvigsbergsgatan 12 är ett rödmålat, panelat timmerhus från 1700-talets mitt.
- Ludvigsbergsgatan 20, Villa Ludvigsberg, påkostad chefsvilla som uppfördes år 1859–1860 efter ritningar av arkitekt Johan Fredrik Åbom för Jacques Lamm, ägaren av Ludwigsbergs verkstad.

| Duvogränd sedd från Ludvigsbergsgatan mot norr. Till vänster på bilden syns den eleganta entrén till Villa Ludvigsberg som uppfördes 1859–1860. Till höger ligger fastigheten Ludvigsberg 14 med trähusbebyggelse från 1750-talet. |  | Duvogränd sedd från Ludvigsbergsgatan mot norr. Till vänster på bilden syns den eleganta entrén till Villa Ludvigsberg som uppfördes 1859–1860. Till höger ligger fastigheten Ludvigsberg 14 med trähusbebyggelse från 1750-talet. |
| Duvogränd sedd från Ludvigsbergsgatan mot norr. Till vänster på bilden syns den eleganta entrén till Villa Ludvigsberg som uppfördes 1859–1860. Till höger ligger fastigheten Ludvigsberg 14 med trähusbebyggelse från 1750-talet. |  | |